# Výkupné za Eraka
Výkupné za Eraka (v anglickém originále Erak’s Ransom) je pátá kniha ze souboru Hraničářův učeň od australského spisovatele Johna Flanagana. V australské i americké verzi je tato kniha umístěna na místo sedmé po knihách Čaroděj na severu a Obléhání Macindawu. Příběhově se odehrává mezi 4. dílem (Nositelé dubového listu) a 6. dílem (Čaroděj na severu).

## Obsah
Na hradě Redmontu se chystá očekávaná svatba hraničáře Halta a diplomatky lady Pauliny. Přijíždí i samotný král Duncan, kterého doprovází jeho dcera princezna Kasandra. Ovšem mezi mnohými hosty se na svatební hostinu dostaví i jeden nezvaný. Je jím skirl Svengal, který přichází s prosbou o pomoc. Vypráví, že oberjarl Erak byl zajat v Aridě při svém posledním plánované nájezdu. Jako oberjarl si už totiž oficiálně nemůže takovéto akce dovolit. Svengal přijel poprosit krále Duncane o půjčku na výkupné, protože kdyby se vydal do Skandie byl by Erak za své nepřítomnosti sesazen ze svého postu jedním ze svých odpůrců, zrádným Toskjakem. Král Duncan Svengalovi vyhoví a posílá spolu s ním do Aridy i Kasandru (Evanlyn), aby zařídila převod stříbra. Jako její ochránce vyráží i známa trojka Halt, Will a Horác a spolu s nimi jede i Gilan.
Will má obavy. Po návratu z Aridy má totiž být povýšen na úplného hraničáře a pochybuje o svých schopnostech, proto se svěřuje Gilanovi, který ho uklidňuje a ujišťuje ho, že je to naprosto normální.
Na břehu Aridy jsou chladně přivítáni vakírem Selejem el'Tínem, který je uvítá podfukem, když za vakíra vydává svého písaře, což Evanlyn prokoukne. Potom jim Seletin prozradí, že nechal Eraka převézt, protože netušil, že se Svengal vrátí tak brzy. Nicméně nabízí možnost, že by pro něj mohl poslat. Vyslanci to ovšem odmítají a navrhují, že si oberjarla vyzvednou sami za předpokladu, že je vakír a oddíl vojáků doprovodí přes poušť. Na cestě pouští zjišťují, že byl Erak unesen Tualagy a předpokládají, že jim Toskjak zaplatil. Will se vydává hledat Cuka, který mu utekl při písečné bouři. Věří, že ho díky Seletinově mapě a kompasu najde rychle a vrátí se ke skupině, jenže to se nestane a Will na poušti omdlévá žízní. Díky oběti svého náhradního koně Šípa není sežrán pouštním lvem a nalézá ho asejch Umar ibn Talúd, hlava choreských Bedullinů a nejen to, zase se shledává s Cukem. Halt s Gilanovou pomocí sleduje stopu Tualagů a nechává zbytku skupiny znamení, aby je nalezli. V táboře Tualagů pak nacházejí Eraka. Problém nastane, když se při stopování mezi ně připlete bedullinský zvěd a svou nešikovností přivede Tualagy na jejich stopu. Jsou zajati a odvedeni do města Mašaby, kde byla naplánována jejich veřejná poprava. Will mezitím vyhrál Cuka v závodu s chlapcem jménem Hasan, který ho našel a staral se o něj. Potom od zvěda zjistil, že byli jeho přátelé zajati Tualagy. Will prosí Umara o pomoc a ten mu vyhoví.
Když dorazí do města Mašaby a Will zjistí tu strašnou zprávu o osudu přátel, ještě víc ho to povzbudí. Vymyslí plán na obsazení města a jejich vysvobození.
Hasún, to je jméno kata, který je má zbavit života. Jeho oblíbenost a síla je v tom, že dokáže pobavit diváky. Snaží se společníky postrašit různými hranými útoky, ale nikdo z nich ani nemrkne a to ho vyvádí z míry, proto přistupuje k samotné popravě. První na řadu přichází Halt, který i přes nepříznivou situaci věří, že je Will zachrání. Will ho nezklame a jeho šíp nachází cíl v Hasúnově hrudi. V nastalém mumraji se nakonec povede společníkům přežít. Nakonec díky Evanlyninu umu s prakem se jim podaří chytit zrádného Toskjaka a Erak ho v souboji zabije. Vracejí se zpět k pobřeží a po malé výměně názorů o výkupném nasedají na loď zpět do Araluenu.

## Ocenění
V roce 2008 získal Flanagan ocenění Australian Publishers Association's Book of the Year for Older Children a International Success Award za knihu Výkupné za Eraka (Erak's Ransom).